# Rhomboplites aurorubens
Genre
Espèce
Rhomboplites aurorubens - vivaneau vermillon, vivaneau ti-yeux, est une espèce de poissons de la famille des Lutjanidae, seule espèce du genre Rhomboplites.